# 哥里门桥
哥里门桥（英語：Coleman Bridge），又名二马路桥，是新加坡市中心的一座桥梁，跨新加坡河，连接北岸的禧街（水仙门二马路／吊桥头／皇家山脚）和南岸的新桥路（大坡二马路），靠近克拉码头。

## 历史
哥里门桥是新加坡河上的第二座桥梁。1840年，修建了砖砌的哥里门桥。该桥有9个拱，得名于其设计者，新加坡的第一位建筑师，爱尔兰人哥里门。它又名新桥，因此桥南侧的道路名为新桥路。
1865年改为木桥。1886年再改为铁桥。一个世纪后，于1986年拆除了铁桥，改建为目前的混凝土桥梁，但是保留了铁桥的一些特征。